# Przystronie (gromada)
Przystronie (od 1 I 1959 Mąkolno) – dawna gromada, czyli najmniejsza jednostka podziału terytorialnego Polskiej Rzeczypospolitej Ludowej w latach 1954–1972.
Gromady, z gromadzkimi radami narodowymi (GRN) jako organami władzy najniższego stopnia na wsi, funkcjonowały od reformy reorganizującej administrację wiejską przeprowadzonej jesienią 1954 do momentu ich zniesienia z dniem 1 stycznia 1973, tym samym wypierając organizację gminną w latach 1954–1972.
Gromadę Przystronie z siedzibą GRN w Przystroniu utworzono – jako jedną z 8759 gromad na obszarze Polski – w powiecie kolskim w woj. poznańskim, na mocy uchwały nr 24/54 WRN w Poznaniu z dnia 5 października 1954. W skład jednostki weszły obszary dotychczasowych gromad Janowice, Lipiny, Mostki, Paprocin, Przystronie i Szczerkowo oraz miejscowości Mąkolno (wieś), Mąkolno Poduchowne (osada) i Siedliska-Stawiska (wieś) z dotychczasowej gromady Mąkolno ze zniesionej gminy Sompolno w tymże powiecie. Dla gromady ustalono 18 członków gromadzkiej rady narodowej.
Gromadę zniesiono 1 stycznia 1959 w związku z przeniesieniem siedziby GRN z Przystronia do Mąkolna i zmianą nazwy jednostki na gromada Mąkolno.